# Ikkatseq
Ikkatseq (gammel grønlandsk stavemåde: Íkáteĸ) er en nu nedlagt bygd ca. 14 km vest for Tasiilaq i Østgrønland. 
Ikkatseq ligger på en ø øst for indsejlingen til Sermilik-fjorden. Lige mod øst ligger den større ø Immikkeerteq, som adskiller Ikkatseq fra den meget større Ammassalik Ø. Den sidste indbygger forlod bygden i 2005, tilbage er 6-7 huse og en kirke. 
Der var en fast bosættelse i Ikkatteq fra omkring 1914. I 1930 boede der 25 personer i Ikkatteq. I 1937 blev der bygget en bygning med et kapel og en skolestue til 11 børn. Samme år åbnede en butik for at imødekomme de basale behov hos den isolerede øs 40 indbyggere. På grund af dens afsides beliggenhed og vanskelige adgang faldt befolkningen, indtil der gradvist ikke var nogen tilbage.  Nogle af bygningerne bruges nu af jægere eller rejsende, der søger ly for det hårde vejr.
Ikkatseq skal ikke forveksles med Ikateq, en forladt flyveplads nær Tasiilaq, hvor man under 2. verdenskrig byggede den amerikansk luftbase Bluie East Two.